# Eubrachycercus smithi
Eubrachycercus smithi is een spinnensoort uit de familie Barychelidae. De soort komt voor in Somalië.